# 近畿スポーツランド
近畿スポーツランド（きんきスポーツランド）は、京都府綴喜郡宇治田原町に所在するバイク専用サーキット場。旧名称は｢天ヶ瀬サーキット｣。
無改造4ストロークエンジン車なら250ccまでなら利用可能。また、コース貸し切りもできる。

## 施設概要
営業時間
夏期（4月1日～10月31日）午前9:00～午後5:00まで。
冬期（11月1日～3月31日）午前9:00～午後4:30まで。
年末年始を除く、火曜～日曜。月曜日定休（月曜日が祝日の場合は営業）
ただし、降雪など悪天候時は利用できない場合がある。
走行時間
キッズ、ジュニア（PW QR ポケバイ他）の特別走行時間がある。
平日　　　　　午前１時間／午後１時間 （走行開始時間は相談の上決定）
土・日・祝日　午前8:00～9:00、12:00～13:00、14:30～ 3:00

## コース
全長810mで、最長ストレート210m、その他はカーブやシケインがメインとなっている。
- 第１コーナー メインストレートからの右コーナー、ブレーキングが勝負である。
- 第２コーナー　切り返して、左。ここから第３コーナーまで

　　　　　　　少しストレートがあるので立ち上がりが大事である。
- 第３コーナー 中速右コーナー、シケインの進入スピードの要となる。
- シケイン 　　このサーキットのタイムを決めるうえで最も大事なコーナー。
- 第６コーナー
- 第７コーナー（KTCコーナー）
- 第８コーナー（リトパコーナー）
- 第９コーナー
- 最終コーナー

## ライセンス等
下記のライセンス保持者・参加経験者が利用できる。
- 近畿スポーツランドライセンス所持者
- MFJライセンス所持者
- 他のミニバイクサーキットおよび一般サーキットのライセンス保持者
- 当所で行われたミニバイクレース参加経験者
- 講習受講者

## コースレコード
- 近畿スポーツランド コースレコード